# Michael Michaelsen
Michael Michaelsen   (Dinamarca, 11 d'abril de 1899 - Frederiksberg, 13 d'agost de 1970) va ser un boxejador danès que va competir entre les dècades de 1920 i 1930.
El 1928 va prendre part en els Jocs Olímpics d'Amsterdam, on guanyà la medalla de bronze de la categoria del pes pesant, en perdre en semifinals contra Arturo Rodríguez i guanyar en el combat per la tercera posició a Sverre Sørsdal.
En el seu palmarès, sempre com a amateur, també destaca el Campionat d'Europa de 1930 i una medalla de bronze el 1927.